# Хернесанд
Хернесанд (швед. Härnösand) град је у Шведској, у средишњем делу државе. Град је у оквиру Западнонорског округа, чији је управно седиште, али не и највећи град (већи су Сундсвал и Ерншелдсвик). Хернесанд је истовремено и седиште истоимене општине.

## Природни услови
Град Хернесанд се налази у средишњем делу Шведске и источном делу Скандинавског полуострва. Од главног града државе, Стокхолма, град је удаљен 430 км северно.
Рељеф: Хернесанд се развио у области Онгерман, у оквиру историјске покрајине Норланд. Подручје око града је брдско, а сам град је подигнут на веома покренутом терену. Стога се надморска висина креће 0-50 м.
Клима у Хернесанду влада оштрији облик континенталне климе.
Воде: Хернесанд се развио у омањем заливу већег Ботнијског залива Балтичког мора. Дато место је било добра „природна лука“. Западна половина града је смештено на копну, а источна половина са старим језгром на оближњем острву. Између се налази пролаз, ширине до 30 м.

## Историја
Подручје на месту Хернесанда насељено је у време праисторије. Данашње насеље основано је 1585. године од стране краља Јохана III. Следећих векова насеље је било мало, са одликама обласног трговишта.
Нови препород Хернесанд доживљава у крајем 19. века са проласком железнице и доласком индустрије. Ово благостање траје и дан-данас.

## Становништво
Хернесанд је данас град средње величине за шведске услове. Град има око 18.000 становника (податак из 2010. г.), а градско подручје, тј. истоимена општина има око 24.000 становника (податак из 2010. г.). Последњих деценија број становника у граду стагнира.
До средине 20. века Хернесанд су насељавали искључиво етнички Швеђани. Међутим, са јачањем усељавања у Шведску, становништво града је постало шароликије, али опет мање него у случају других већих градова у држави.

## Привреда
Данас је Хернесанд савремени индустријски град са посебно развијеном индустријом. Последње две деценије посебно се развијају трговина, услуге и туризам.

## Збирка слика
- Сторгатан, трговачка улица у старом делу Хернесанда
- Градска приобаље
- Најстарији део града
- Главна градска црква